# Belozerszki járás

A Belozerszki járás a Vologdai területen

A Belozerszki járás (oroszul Белозерский муниципальный район) Oroszország egyik járása a Vologdai területen. Székhelye Belozerszk.

## Népesség
- 1989-ben 24 777 lakosa volt.
- 2002-ben 21 648 lakosa volt, akik főleg oroszok.
- 2010-ben 17 271 lakosa volt, melyből 16 847 orosz, 102 ukrán, 61 cigány, 33 fehérorosz, 19 tatár, 9 örmény, 6 üzbég, 4 azeri stb.